# 梶雅範
梶 雅範（かじ まさのり、1956年2月8日 - 2016年7月18日）は、日本の科学史学者、東京工業大学教授。ロシアと日本の化学史が専門。

## 生涯
横浜市生まれ。1979年東京工業大学理学部化学科卒。1988年同大学院理工学研究科社会工学専攻博士課程修了、「メンデレーエフによる元素の周期律発見と発見に至る過程の歴史的考察」で学術博士。1990年から1992年にかけてソ連のレニングラード国立大学（留学中にサンクトペテルブルク大学と改称）にソ連政府奨学金留学生として留学。1994年から東京工業大学人文社会群助教授、2015年社会理工学研究科教授。すい臓がんのため闘病を続けたが、2016年に死去。

## 著書
- 『メンデレーエフの周期律発見』北海道大学図書刊行会 1997
- 『メンデレーエフ 元素の周期律の発見者』東洋書店 ユーラシア・ブックレット 2007

### 共編著
- 『科学者ってなんだ?』編 丸善 2007
- 『科学技術コミュニケーション入門 科学・技術の現場と社会をつなぐ』西條美紀,野原佳代子共編 培風館 2009

### 翻訳
- ロンドン科学博物館、アメリカ国立歴史博物館、スミソニアン博物館『科学大博物館 装置・器具の歴史事典』橋本毅彦,廣野喜幸共監訳 朝倉書店 2005
- スティーヴ・フラー『我らの時代のための哲学史 トーマス・クーン/冷戦保守思想としてのパラダイム論』中島秀人監訳 三宅苞共訳 海鳴社 2009

## 参考
- ISBN 978-4-88595-713-0
- 梶雅範[リンク切れ]